# معتركة
  معتركة (بالإنجليزية: MAATARKA)‏ هي جماعة قروية تابعة لإقليم فكيك ضمن  الجهة الشرقية بالمغرب.  بلغ مجموع عدد سكان   معتركة حسب إحصاءات 2004 حوالي 8030  نسمة  يعيشون في 1125  أسرة.

## إحصاء عام
| السنة | عدد السكان | عدد الأسر | عدد الأجانب |
| ----- | ---------- | --------- | ----------- |
| 1994  | 8623       | 1126      | °°°°        |
| 2004  | 8030       | 1125      | 0           |